# Бондаренко, Геннадий Васильевич
Геннадий Васильевич Бондаренко (родился 27 сентября 1955 года) — полковник милиции, начальник Санкт-Петербургской специальной средней школы милиции МВД России, кандидат юридических наук, почётный сотрудник МВД.

## Биография
Родился 27 сентября 1955 года в селе Веселовское (Краснозёрский район Новосибирской области. Отец — управляющий хозяйством совхоза «Районный», мать — воспитательница в веселовской школе-интернате.
Учился в веселовской 8-летней школе в 1963—1971 годах, поступил в Ордынское СПТУ № 17, которое окончил в 1974 году по специальности «тракторист-машинист широкого профиля». В 1974—1975 годах проходил службу во внутренних войсках (в/ч 5427, город Новосибирск). В 1975 году поступил в Ленинградское военно-политическое училище, которое окончил в 1977 году. В 1977—1985 годах работал в ГУВД Леноблгорисполкома, занимал руководящие должности. В 1985—1991 годах служил на Ленинградском факультете Московского филиала заочного обучения при Академии МВД СССР, помощник начальника факультета.
С 1 июля 1991 года — заместитель начальника Санкт-Петербургской высшей школы МВД РФ. В 1992 году поступил в Академию управления МВД РФ, где прослужил адъюнктом до 1995 года. В 1995—2004 годах — начальник Санкт-Петербургской специальной средней школы милиции МВД России.
С 1 сентября 2004 по 2005 годы — начальник сектора в администрации Красносельского района. В 2005—2008 годах работал в Мемориальной компании правоохранительных органов в Северо-Западном федеральном округе заместителем директора по безопасности.
В 2008 году стал представителем Главного управления МВД России по городу Санкт-Петербургу и Ленинградской области по страховым выплатам в Росгосстрахе Санкт-Петербурга. С того же года является председателем Совета межрегиональной общественной организации ветеранов и инвалидов Главного управления МВД России по городу Санкт-Петербургу и Ленинградской области, трижды переизбирался на эту должность на трёх отчётно-выборных конференциях.
Один из соавторов книги «Связь времён» о кадетском движении Выборгского района.

## Награды
- Медаль «За безупречную службу» I, II и III степени[5][6]
- Медаль «60 лет Вооружённых Сил СССР»[5][6]
- Медаль «70 лет Вооружённых Сил СССР»[5][6]
- Юбилейная медаль «50 лет Победы в Великой Отечественной войне 1941—1945 гг.»[6]
- Медаль «В память 850-летия Москвы»[6]
- Медаль «200 лет МВД России»[6]
- Юбилейная медаль «300 лет Российскому флоту»[6]
- Почётный сотрудник МВД[5][6]